# Mōri Hidenari
Mōri Hidenari (毛利秀就, né le 19 novembre 1595, mort le 24 février 1651) est un daimyo du début de la période Edo. Il dirige le domaine de Chōshū.

## Source de la traduction
- (en) Cet article est partiellement ou en totalité issu de l’article de Wikipédia en anglais intitulé « Mōri Hidenari » (voir la liste des auteurs).